# Градашчевич, Хусейн
Хусейн Градашчевич (босн. Husein-kapetan Gradaščević; 31 августа 1802, Градачац — 17 августа 1834) — боснийский военачальник, возглавивший движение за автономию Боснии в Османской империи. Часто его называли «Драконом из Боснии» (босн. Zmaj od Bosne).

## Биография
Родился в городе Градачаце (отсюда и происходит его фамилия) в знатной семье градоначальника. Годы его жизни пришлись на период политической нестабильности в западных областях Османской империи.

### Происхождение
Первым известным капитаном города Градачаца из рода Градашчевичей был Мехмед, который управлял городом до 1756 г. Имя его преемника неизвестно, однако вслед за ним, в 1765 г., капитаном стал его сын Мехмед (у бошняков была традиция называть детей в честь деда). Преемником Мехмеда стал Осман, который известен как один из самых могущественных боснийских наместников того времени. У Османа было 6 сыновей — Хамза, Мурат, Осман, Мухаррем, Хусейн и Х. Бечир. Так как Хамза умер в 1798 г. Мурат наследовал за Османом должность капитана города Градачаца.

### Детство и юность
Хусейн родился в семье Османа и его жены Мелек-ханум в 1802 г. в доме Градашчевичей в Градачаце. Не считая семейных и народных преданий, появившихся позже, о детстве Хусейна известно очень немногое. Он рос в очень нестабильное время. Его отец и брат Осман имели военный опыт в войне против Сербии в 1813 г. Таким образом, молодому Хусейну было у кого перенять военную науку.
Старший брат Осман умер в 1812 г., когда Хусейну было 10 лет. Некоторые исследователи утверждают, что его мать умерла в тот же год, однако семейные сведения опровергают это. После смерти отца главным в семье стал старший брат Хусейна Мурат, ставший также капитаном Градачаца.
Хусейн был хорошо образованным человеком, в ранние годы научившись читать и писать. В 16 лет он выучился арабской каллиграфии у личного писца своего брата Мурата Муссы Мустевича, который хорошо оценил его способности и назвал Хусейна одарённым ребёнком. Также учителями Хусейна были два дервиша. Неизвестно, принадлежал ли Хусейн к какому-либо дервишскому ордену, но, основываясь на его дальнейшем скромном образе жизни, можно предположить, что такие предположения не лишены смысла.
Хусейн женился на Ханифе, дочери Махмуда, капитана Дервенты. Точная дата их свадьбы неизвестна, однако их сын Мухаммед-бег родился не позднее 1822 г., когда Хусейну было 20 лет. У пары родилась также дочь Шефика в 1833 г. Ни Мухаммед, ни Шефика, своих детей не имели.

### Капитан Градачаца
Когда Хусейн стал капитаном Градачаца, он сосредоточил все внимание на внутренних делах. Хусейн реализовал много строительных проектов в самом Градачаце и на прилегающих территориях. Во время его правления Градачац заслужил статус одного из самых преуспевающих городов в Боснии.
Одной из построек, к которой Хусейн приложил руку, был семейный замок семьи Градашчевичей. Замок существовал уже в течение многих десятилетий и подвергся серьёзной реконструкции со времени капитана Мехмеда в 1765 г. Отец Хусейна Осман и его брат Мурат осуществили некоторые работы по реконструкции в 1808 г. и 1818—1819 гг. соответственно. Точно неизвестно, какой именно вклад сделал Хусейн в реконструкцию замка. Долгое время башня Зака ассоциировалась с именем Хусейна, но свидетельства указывают на то, что башня существовала рядом с остальной частью комплекса и в более ранние времена. Более вероятно то, что Хусейн просто осуществил капитальную реконструкцию башни, которая осталась в памяти людей.
Во время правления Хусейна был также построен новый замок. По общему мнению, это был серьёзный проект, который включал постройку искусственного острова, окружённого рвом в 100 метров шириной и большой глубины. Замок назвали Чардак. Стены имели овальную форму и были семнадцать метров в длину и восемь метров в ширину. Комплекс и территория также включали мечеть, колодцы, рыболовные и охотничьи угодья.
В пределах городских стен Градачаца самым существенным вкладом Хусейна была башня с часами (sahat-kula), которая была построена в 1824 г. Основа башни составляла 5,5 на 5,5 метров, в то время как высота составляет 21,5 метра. Это был последняя башня такого типа, которая будет построена в Боснии.
Приблизительно в 40 — 50 метрах от городских стен Градачаца находится самый большой архитектурный проект Хусейна: мечеть Хусейния. Построенная в 1826 г., она включает в себя основное здание с восьмиугольной куполообразной крышей и двадцати пяти метровый минарет. Исламское художественное оформление предстает на дверях и окружающей мечеть стене, а также на интерьере. Весь комплекс окружен маленькой каменной стеной и воротами.
Правление Хусейна в Градачаце также известно из-за его толерантного отношения к христианским общинам под его юрисдикцией; и католикам и православным. Хотя, согласно закону, для постройки любых неисламских религиозных зданий было необходимо официальное одобрение султана Османской империи, Хусейн одобрил постройку нескольких таких зданий без этого. Католическая школа была построена в деревне Толиса в 1823 г., вместе с большой церковью, которая могла вместить 1 500 верующих. Ещё две католические церкви были построены в деревнях Дубраве и Гаревац, в то время как православная церковь была построена в деревне Обудовац. Во время правления капитана Хусейна христиане в Градачаце чувствовали себя лучше всего в Боснии.
Год 1827 отмечен выходом Хусейна на боснийскую политическую сцену. Это произошло в значительной степени из-за намечавшейся русско-турецкой войны и роли Хусейна в подготовке защиты границ боснийской области. После получения приказа от боснийского визиря Абдурахима-пашы, Хусейн мобилизовал население Градачаца и усилил обороноспособность города. Во время совещаний между визирем и капитанами Боснии, которые проходили в Сараево, Хусейн был назначен командующим армии, которую он должен был мобилизовать от земель между реками Дриной и Врбас. По общему мнению, он справился с этой работой. Однако, в середине июня 1828, Хусейн должен был вернуться в Сараево с маленьким отрядом, чтобы обеспечить безопасность визиря ввиду начавшегося восстания в войсках.
К 1830 году Хусейн стал иметь более существенный политический вес, поскольку он имел основания выступать от имени большинства капитанов Боснии. Тогда он координировал защиту Боснии от возможного вторжения со стороны Сербии. Власть, которой он обладал в поздние годы его бытности капитаном Градачаца, объясняет ту большую роль, которую он сыграл в последующие годы.

### Движение за автономию Боснии

#### Причины восстания

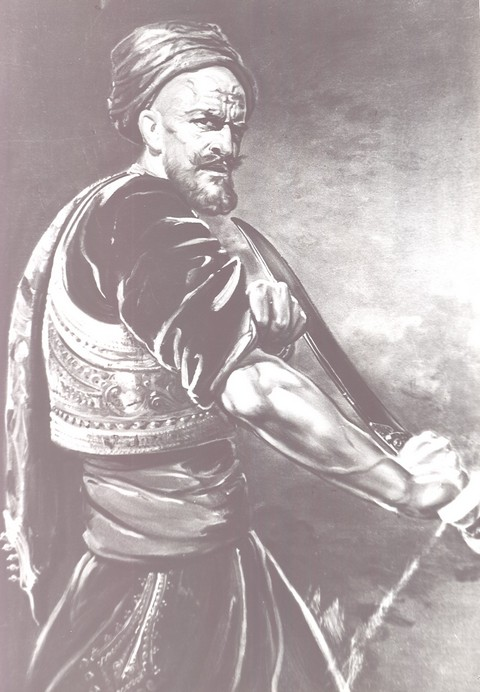
Картина Кристиана Крековича, изображающая Хусейна. Этот образ прочно укоренилась в боснийской публике, несмотря на то, что Хусейн изображен явно старше 32 лет — возраста своей смерти.

В конце 1820-х гг., султан Махмуд II проводил ряд реформ, которые вели к дальнейшему расширению централизованного управления в армии, введению новых налогов и большей бюрократизации. Эти реформы принизили особый статус и привилегии, которыми Босния исторически обладала в составе Османской империи и вместе с растущей властью и положением других народов в европейской части Османской империи, вызывали много недовольства. Однако, вопреки широко распространённому мнению, первоначально Градашчевич не был настроен против этих реформ.
В 1826, когда султан издал указ, упраздняющий янычаров в Боснии, реакция Градашчевича мало чем отличалась от реакции остальной части боснийской знати. Градашчевич пригрозил, что он использует войска, чтобы обуздать любого, кто настроен против сараевских янычаров. Когда янычары убили сеида Нуруддина-эфенди Шерифовича, взгляды Хусейна резко изменились.
До конца 1820-х гг. Градашчевич поддержал хорошие отношения с представителями имперской власти в Боснии. Когда Абдурахим-паша стал визирем в 1827 г., Градашчевич стал одним из самых доверенных его советников. Это сотрудничество достигло наивысшей точки во время Русско-турецкой войны, когда Градашчевич сыграл большую роль во время мобилизации в Боснии. После бунта в Сараевском лагере во время этих приготовлений Хусейн даже дал приют для изгнанного Абдурахима-паши в Градачаце прежде, чем помочь ему в его побеге из страны. Градашчевич был также относительно лоялен к преемнику Абдурахима, Намику-паше, укрепляя османские гарнизоны в Шабаце по его приказам.
Поворотным моментом для Хусейна стало окончание Русско-турецкой войны и заключение адрианопольского мира 14 сентября 1829. Согласно условиям мира, Османская империя должна была предоставить автономию Сербии. Этот мир не устроил бошняков и вызвал многочисленные протесты, так как автономная Сербия получала шесть районов, которые традиционно входили в состав Боснии. После этого земельного передела родилось боснийское движение за автономию.
Между 20 декабря и 31 декабря 1830 г., Градашчевич собрал боснийскую знать в Градачаце. Месяц спустя, с 20 января до 5 февраля, другое собрание было проведено в Тузле, чтобы подготовить восстание. Оттуда был сделан призыв боснийским народным массам выступить для защиты Боснии. Популярный капитан Хусейн был неофициально избран главой движения. Остальные детали этого собрания являются тёмными и спорными. Согласно некоторым современным источникам, бошняки потребовали от османских властей:
- отмены привилегий, предоставленных Сербии и, в частности, возвращения шесть старых Боснийских районов;
- прекращения военных реформ;
- прекращения прямого управления Боснией и создания автономного боснийского правительства во главе с местным лидером. В свою очередь, Босния обязывалась платить ежегодную дань.

#### Война за автономию
Также собравшаяся в Тузле боснийская знать приняла решение провести следующее собрание в Травнике. Так как Травник был столицей османской провинции Боснии и резиденцией визиря, боснийская знать шла на прямую конфронтацию с османской властью. Поэтому Градашчевич призвал всех участников помочь собрать заранее армию. 29 марта 1831 г. Градашчевич приводит в Травник около 4 000 человек.
Узнав о приближении мятежников, Намик-паша, укрылся в замке Травника и призвал на помощь братьев Сулейманпашичей. Когда армия мятежника прибыла в Травник, они сделали несколько предупредительных выстрелов в сторону замка, показывая визирю, что они готовы к военному столкновению. Тем временем, Градашчевич послал часть своих сил, под командой Мемиш-аги из Сребреницы, чтобы встретить силы Сулейманпашичей. Две армии встретились в предместьях Травника 7 апреля 1831 г. Там Мемиш-ага разгромил братьев Сулейманпашичей и их армию в 2 000 человек, вынудив их отступить. 21 мая Намик-паша бежал в Столац после непродолжительной осады. Вскоре Хусейн Градашчевич объявил себя избранным главой Боснии.
Не тратя впустую времени, Градашчевич 31 мая призвал всю боснийскую знать немедленно присоединиться к его армии вместе с широкими народными массами. Тысячи людей откликнулись на этот призыв, среди них было множество христиан, которые составляли до одной трети его войск. Градашчевич разделяет свою армию на две части, оставляя одну часть в Зворнике, чтобы отразить возможное сербское вторжение. С большой же частью войск он намеревался идти в Косово навстречу великому визирю, которого послали с большой армией, чтобы подавить восстание. По пути, он взял город Печ с 52-тысячной армией и продолжил путь к Приштине, где устроил свой главный лагерь.
Битва с войском Великого визиря Мехмед-Рашид-паши произошла 18 июля около Штимле. Хотя обе армии имели примерно равную численность, у войск Великого Визира было превосходство в оружии. Градашчевич послал часть своей армии под командованием Али-бега Фидахича вперед навстречу войскам Рашида-паши. После короткой перестрелки Фихадич изобразил отступление. Думая, что победа почти в кармане, великий визирь послал свою конницу и артиллерию в лесистую местность. Градашчевич немедленно воспользовался этой тактической ошибкой и осуществил контратаку с большей частью своих сил, почти полностью уничтожив османские войска. Сам Рашид-паша был ранен и только чудом избежал смерти.
После обещаний от великого визиря, что султан удовлетворит все требования бошняков, если армия мятежников возвратится в Боснию, Градашчевич и его армия повернула назад домой. 10 августа 1831 г. встреча всех ключевых деятелей движения за автономию Боснии была проведена в Приштине. На этой встрече было решено, что Градашчевич должен быть объявлен визирем Боснии. Хотя Градашчевич поначалу отказался, его окружение настояло на его кандидатуре, и он в конечном счете согласился. Его новый статус был официально узаконен во время Всебоснийского конгресса, проведённого в Сараево 12 сентября. Перед Царевой мечетью присутствующие поклялись на Коране быть верными Хусейну Градашчевичу.
В этот момент Хусейн стал не только главным военачальником, но и возглавил гражданскую власть в Боснии. Он учредил собственный суд, и переместил центр Боснийской политики в Травник, сделав этот город фактической столицей мятежного государства. В Травнике он учредил диван (боснийский совет) который вместе с ним составлял Боснийское правительство. Градашчевич также взимал налоги в это время, и казнил некоторых местных противников движения за автономию. Он получил репутацию героя и сильного, храброго, и решительного правителя.
Во время затишья в вооружённых столкновениях с османскими войсками внимание было сосредоточено на сильной оппозиции движению за автономию в Герцеговине. Маленькая кампания была начата против области с трёх различных направлений:
1. Войскам из Сараево приказали напасть на Столац для заключительного сражения с Намик-пашой, который сбежал туда после взятия Градашчевичем Травника.
2. Войска из Босанской краины должна была помочь войскам из Сараева в этом деле.
3. Войска из Посавины и южного Подринья должны были атаковать Гацко и местного капитана Исмаила-агу Ченгича.

Ввиду этого, Намик-паша оставил Столац, таким образом атака на город была приостановлена. Атака на Гацко провалилась, так как войска из Посавины и южного Подринья были разгромлены войсками Ченгича. Был, правда, и один успех — в октябре войска Градашчевича взяли Требинье и захватили некоторых участников столацкой оппозиции.
Боснийская делегация достигла лагеря великого визира в Скопье в ноябре 1831 года. Великий Визир пообещал делегации, что он настоит, чтобы султан принял требования бошняков и назначил Градашчевича визирем автономной Боснии. Истинные намерения великого визиря, однако, проявились к началу декабря, когда он напал на боснийские войска, размещённые в предместьях Нови-Пазара. Войска мятежников, однако, снова разгромили османскую армию. Но из-за очень суровой зимы Боснийские войска были вынуждены вернуться домой.
Тем временем в Боснии, Градашчевич решил продолжить военную кампанию в Герцоговине несмотря на неблагоприятную погоду. Капитан Ливно, Ибрагим-бег Фидрус, приказал перейти в решающее наступление против местных капитанов и таким образом разгромить внутреннюю оппозицию движению за автономию. Чтобы достигнуть этого, Фидрус сначала напал на Любушки, и местного капитана Сулейман-бега. Войска Фидруса разгромили Сулейман-бега и взяли под контроль почти всю Герцоговину кроме Столаца. К сожалению, часть армии, которая осадила сам Столац, потерпела неудачу в начале марта 1832 г. Получив информацию, что Боснийские отряды были изнурены из-за зимы, капитан Столаца Али-паша Ризванбегович снял осаду, контратаковав мятежников и рассеяв их силы. К Столацу были посланы войска из Сараево, под командой Муяги Златаря, но они были отозваны назад Градашчевичем 16 марта 1832 г. после того, как он получил новости о крупном наступлении на Боснию, запланированном Великим визирем.
Новая военная кампания началась в начале февраля 1832 г. Великий Визир послал две армии: одну из Вучтрна и одну из Шкодера. Обе армии, направлялись к Сараеву, и Градашчевич, послал войско приблизительно в 10 000 человек, чтобы встретить их. Когда войска Визиря пересекли Дрину, Градашчевич приказал, чтобы 6 000 человек под командованием Али-паши Фидахича встретили их в Рогатице, в то время как силы, расположенные в Вишеграде, должны будут направиться к Пале в предместьях Сараево. Битва между войском мятежников и армией великого визиря состоялась на равнинах Гласинаца на востоке от Сараево, около Соколаца в конце мая 1832 г. Боснийская армия непосредственно возглавлялась Градашчевичем, в то время как османские войска возглавлялись Кара-Махмуд-Хамди-пашой, новым визирем Боснии, назначенным османскими властями. В этом первом столкновении Градашчевич был вынужден отступить к Пале. В Пале битва продолжалась, и Градашчевич снова был вынужден отступить; на сей раз к Сараево. Там, совет капитанов решил продолжить борьбу.
Заключительное сражение состоялось 4 июня 1832 г. в Ступе, маленьком местечке на дороге между Сараево и Илиджией. После длительного, интенсивного сражения казалось, что Градашчевич снова победит армию султана. Однако, в конце концов, герцеговинские отряды под командованием Али-паши Ризванбеговича и Исмаил-аги Ченгича прорвали оборону войск Градашчевича на фланге. Разбитая неожиданным нападением, армия мятежника была вынуждена отступить в Сараево. Было решено, что дальнейшее военное сопротивление бесполезно. Градашчевич бежал в Градачац, поскольку османская армия вошла в Сараево 5 июня и готовилась идти на Травник. Понимая, какие трудности могут испытать его семья и родные, Хусейн Градашчевич решил покинуть Градачац и продвигаться к австрийской границе.

#### Изгнание и смерть
Фетва султана, объявляющая Градашчевича мятежником и преступником, окончательно убедила Хусейна в необходимости покинуть Боснию. Отъезд занял несколько дней. После препирательств с австрийскими чиновниками Градашчевич с большим числом последователей наконец достиг границы у реки Савы 16 июня 1832 г. В тот же день Хусейн вместе с примерно 100 последователями, слугами, и семьей пересек границу и оказался на землях Австрийской империи. Хотя он рассматривался как боснийский визирь, он тем не менее находился под арестом в Славонском Броде в течение месяца.
Австрийцы, под давлением Османских властей, решили переместить Градашчевича подальше от границы. 4 июля 1832 г. он был перемещен в Осиек, где он по существу жил в заключении. Его общение с семьей и приближенными были ограничены, и он неоднократно жаловался на это властям. Условия его содержания в конечном итоге были улучшены, и Градашчевич смог покинуть Осиек.
В конце 1832, Хусейн согласился возвратиться в Османскую империю, чтобы получить от Султана фирман о помиловании. Условия возвращения, указанные ему в Земуне, были очень строгие: Градашчевич был обязан не только не возвращаться в Боснию, но и вообще не появляться на европейской части Османской империи. Разочарованный, Градашчевич был вынужден принять эти условия и поехать в Белград. Он вошёл в город 14 октября 1832 г. как визирь, въехав верхом на коне, украшенном серебром и золотом, и сопровождаемый большой процессией. Его приветствовали как героя мусульмане Белграда и рассматривали наравне с местным пашой. Градашчевич оставался в Белграде в течение двух месяцев, в течение которых его здоровье ухудшилось. В декабре он направился из Белграда в Стамбул, но поскольку его дочь была все ещё очень мала, его жена осталась в Белграде и присоединяясь к нему весной следующего года.
В Стамбуле Градашчевич жил в старых казармах янычаров на площади Султанахмет, в то время как его семья жила в отдельном доме поблизости. Он жил относительно тихой жизнью в течение следующих двух лет, единственный ярким моментом было предложение султана стать высокопоставленным командиром в новой армии. Градашчевич отклонил это предложение. 17 августа 1834 он умер и был похоронен в Стамбуле. По легенде, он был отравлен по приказу османских властей, но скорее всего причиной смерти была холера. Однако точных данных на этот счет нет.

## Память
Бывший легендой ещё при жизни, Хусейн Градашчевич после своей смерти стал в боснийской памяти кем-то вроде мученика. Как говорили боснийцы в течение нескольких лет после смерти Хусейна, нет такого человека, кто услышав бы его имя, не проронил бы слезу. И это чувство разделяли не только боснийские мусульмане, но и христиане.
Впервые в исторической литературе имя Хусейна Градашчевича появляется в работах по истории Боснии в начале XX века. В историографии было принято считать, что появление движения за автономию Боснии было реакцией боснийской знати на реформы, проводившиеся султаном. Это мнение было преобладающим среди историков в течение многих десятилетий.
Незначительный всплеск интереса к личности Хусейна Градашчевича был во время Второй мировой войны, когда усташи в пропагандистских целях хотели перезахоронить останки Хусейна в Сараево.
Во времена коммунистической Югославии, Градашчевич и движение за автономию Боснии упоминались редко, так как противодействие высшего сословия реформам было неудобным для коммунистической идеологии.
С начала югославских войн 90-х гг. XX века и подъёма национализма в Боснии, общественный интерес снова обратился к личности Хусейна Градашчевича и движению за автономию Боснии. Градашчевич стал великим национальным героем Боснии и символом национальной гордости и духа бошняков. Главные улицы в Градачаце и Сараево были названы в его честь, так же как и в многочисленных других местах в Боснии и Герцеговине. В будущем планируется открытие памятника Хусейну Градашчевичу в городе Градачаце.